# Volo Martinair 138
Il volo Martinair 138 era un volo charter da Surabaya, Indonesia, a Gedda, Arabia Saudita, con scalo intermedio a Colombo, Sri Lanka.
Il 4 dicembre 1974, un aereo che stava percorrendo tale rotta, un Douglas DC-8-55CF, si schiantò contro una montagna poco prima dell'atterraggio, uccidendo tutte le 191 persone a bordo - 182 pellegrini hajj indonesiani diretti alla Mecca e 9 membri dell'equipaggio.
Il volo partì da Surabaya, in Indonesia, verso le 12.03 UTC, diretto a Jeddah con scalo programmato all'aeroporto di Bandaranaike, Colombo, Sri Lanka. Verso le 16.30 UTC il controllore di volo di Colombo autorizzò il Martinair 138 all'avvicinamento. Alle 16.38 UTC un altro controllore del traffico aereo intervenne e autorizzò il volo a scendere fino a 5 000 piedi (1 500 m) e disse di riferire il momento del passaggio a 8 000 piedi (2 400 m). Alle 16.44 il velivolo fu poi autorizzato a scendere a 2 000 piedi (610 m) e gli fu detto di aspettarsi un avvicinamento alla pista 04. All'equipaggio fu quindi chiesto di riferire l'avvistamento dell'aeroporto. L'aereo continuò la propria discesa fino allo schianto contro il monte Saptha Kanya a un'altitudine di circa 4 355 piedi (1 327 m) e a circa 40 nm ad est di Colombo. Tutti i 191 passeggeri e l'equipaggio rimasero uccisi. L'incidente rimane quello con più vittime nella storia dell'aviazione dello Sri Lanka e il terzo più mortale a coinvolgere un DC-8, dopo il volo Arrow Air 1285 e il volo Nigeria Airways 2120.  All'epoca fu il secondo incidente per numero di vittime per l'aviazione dopo la perdita del volo Turkish Airlines 981, avvenuta all'inizio dello stesso anno.

## Aereo ed equipaggio
L'aereo era un McDonnell Douglas DC-8-55CF con numero di registrazione PH-MBH costruito nel 1966. Era dotato di motori Pratt e Whitney, modificati dalla KLM. L'aeromobile era di proprietà della compagnia olandese Martinair.
L'equipaggio del volo 138 era composto dal capitano Hendrik Lamme, dal primo ufficiale Robert Blomsma, dall'ingegnere di volo Johannes Wijnands, dal commissario di bordo Ingrid van der Vliet e dagli assistenti di volo Henrietta Borghols, Abdul Hamid Usman, Lilik Herawati, Titia van Dijkum e Hendrika van Hamburg.

## L'incidente
Il volo decollò dall'aeroporto internazionale di Surabaya in Indonesia il 4 dicembre 1974 alle ore 12.00 circa per recarsi a Jeddah, in Arabia Saudita, con uno scalo programmato all'aeroporto di Bandaranaike, vicino a Colombo. L'aereo contattò il controllore dell'avvicinamento di Katunayaka alle ore 16.16 indicando di trovarsi a 130 miglia di distanza; quest'ultimo riferì ai piloti le condizioni meteorologiche e chiese loro di passare al controllore dell'area di Colombo per l'autorizzazione alla discesa. Dopo che ciò avvenne, il velivolo contattò di nuovo il controllore dell'avvicinamento che autorizzò l'aereo a scendere fino a 2 000 piedi (610 m) e disse di riferire se avessero avvistato l'aeroporto o se la loro posizione fosse al di sopra del "faro non direzionale di Katunayake". Questo messaggio fu ricevuto dall'equipaggio e fu l'ultima comunicazione con l'aeromobile. Testimoni oculari affermarono che l'aereo stava volando a un livello inferiore al normale, inoltre non c'erano prove di un incendio a bordo e nessun motore presentava evidenti malfunzionamenti. Il suono dell'esplosione all'impatto fu sentito chiaramente dai residenti vicino al luogo dell'incidente. Successivamente si scoprì che l'aereo si era schiantato contro la quinta montagna.
I ripetuti tentativi di entrare in contatto con l'aereo da parte del controllore dell'avvicinamento non ottennero risposta e ciò porto all'avvio della fase di ricerca e soccorso. Furono informati i Paesi Bassi, in quanto paese di immatricolazione dell'aeromobile, e gli Stati Uniti, paese di fabbricazione. Anche l'Indonesia fu informata dell'incidente in quanto molti passeggeri erano cittadini di quel paese.

## Le cause
Fu indicata come causa dell'incidente una "collisione con il terreno mentre l'aeromobile stava scendendo sotto l'altitudine di sicurezza a causa di un'identificazione errata della loro posizione di fronte all'aeroporto". Gli investigatori furono del parere che ciò fosse il risultato della dipendenza dai sistemi radar Meteo e Doppler a bordo del velivolo PH-MBH, che lasciò spazio a interpretazioni errate.

## Il luogo dell'incidente

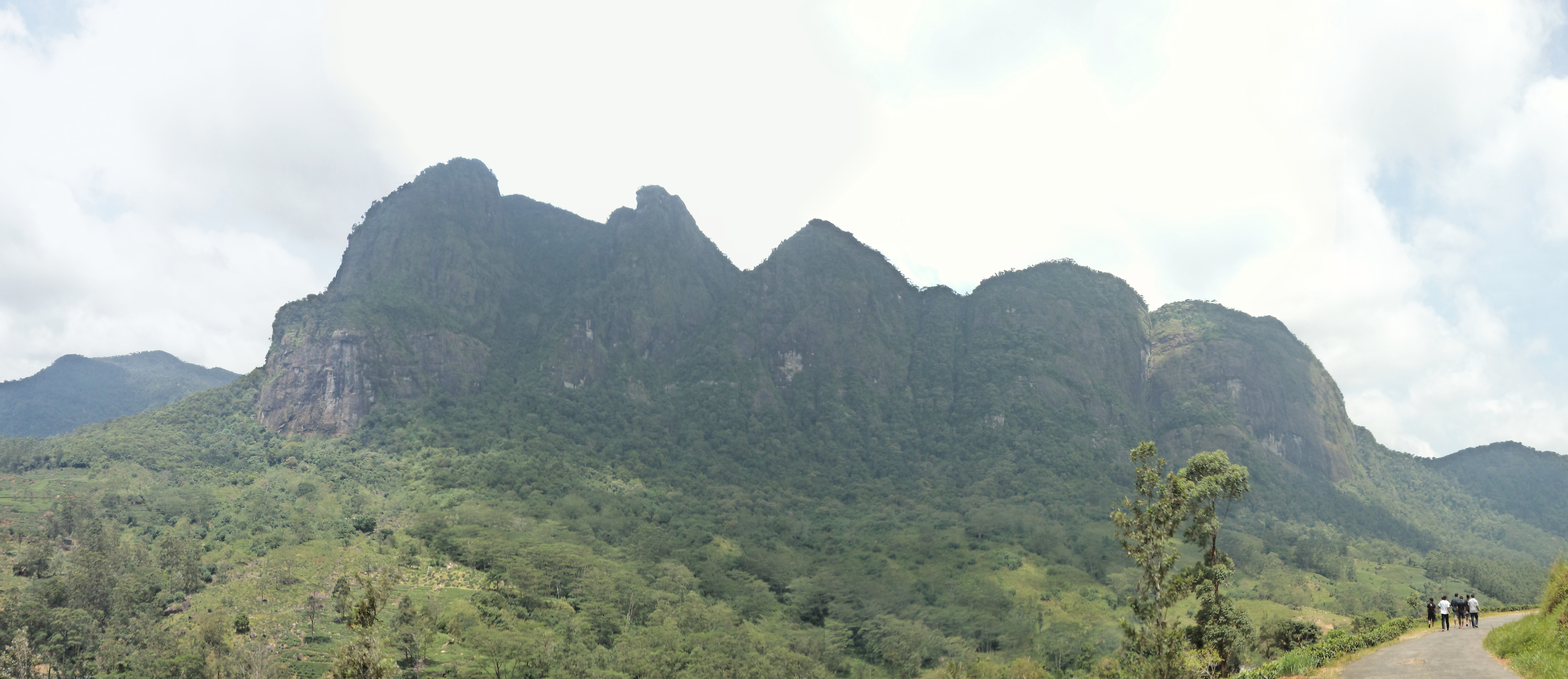
Una vista panoramica della catena montuosa Virgin hills (Saptha Kanya).

L'aereo si schiantò sulla quinta montagna di una serie di colline conosciute come "Saptha Kanya" nella tenuta di Therberton, Maskeliya, Sri Lanka. L'incidente si verificò a circa 74 chilometri dall'aeroporto internazionale di Colombo, Katunayake. 

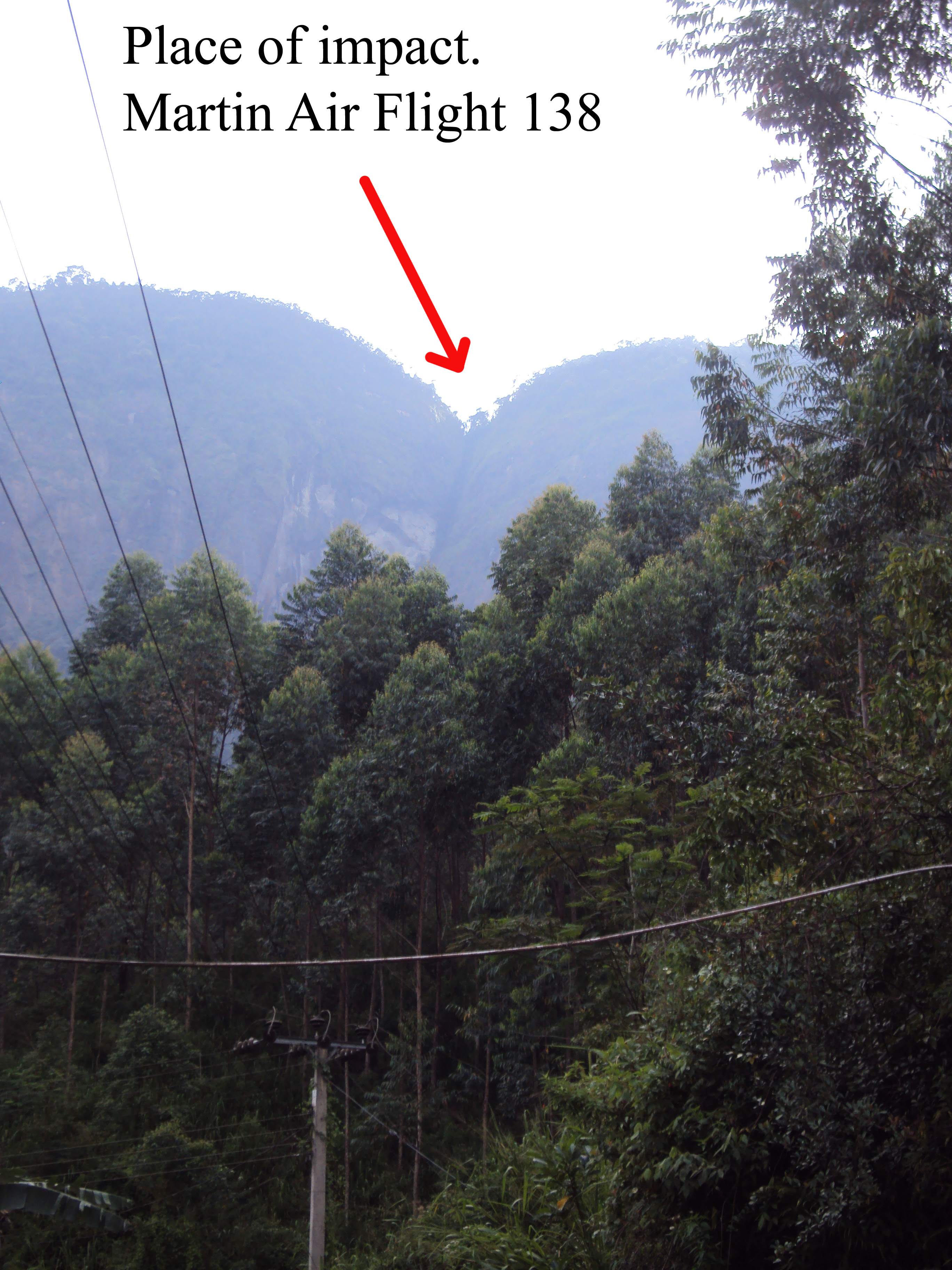
Il luogo dell'incidente secondo gli abitanti del villaggio

## Il memoriale
Un piccolo memoriale è stato costruito nella città di Norton Bridge, che dista diverse miglia dal luogo dell'incidente; uno pneumatico recuperato dal luogo dell'incidente è stato messo in mostra al pubblico ma rimane di proprietà della polizia di Norton Bridge. L'artista dello Sri Lanka Anton Jones ha scritto una canzone, "DC8", per ricordare le vittime l'incidente. Un secondo memoriale, collocato da familiari provenienti da Asia ed Europa, è stato messo alle pendici sotto il luogo dell'incidente. Circa 30 anni dopo, la Martinair ha aggiunto una targa con i soli otto nomi dell'equipaggio. Anche all'aerodromo di Lelystad è stato collocato un memoriale. Il motivo di questa posizione non è noto. 

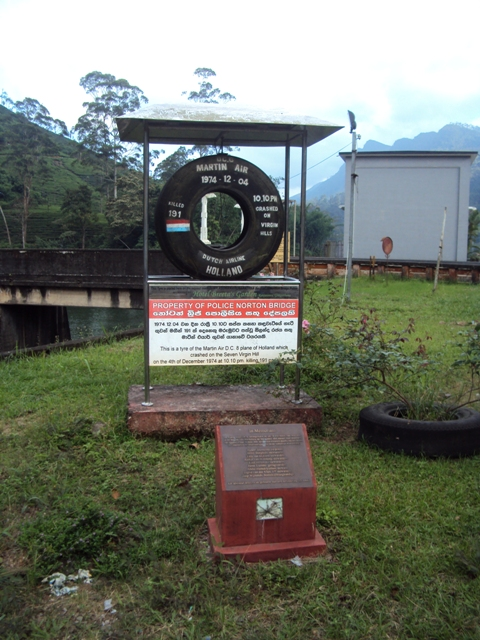
Lo pneumatico e il memoriale situato a Norton Bridge
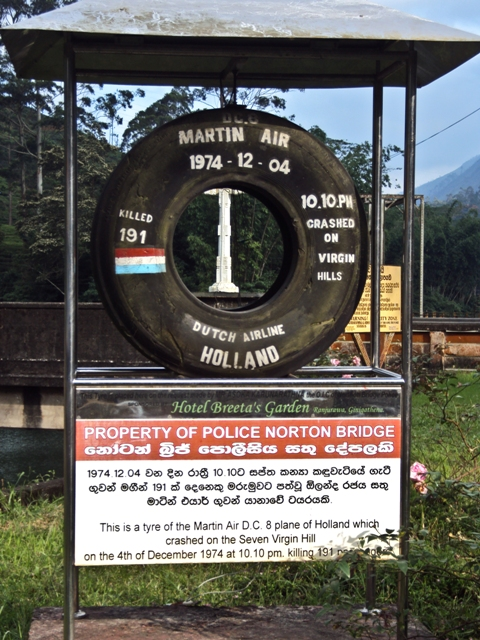
Lo pneumatico recuperato
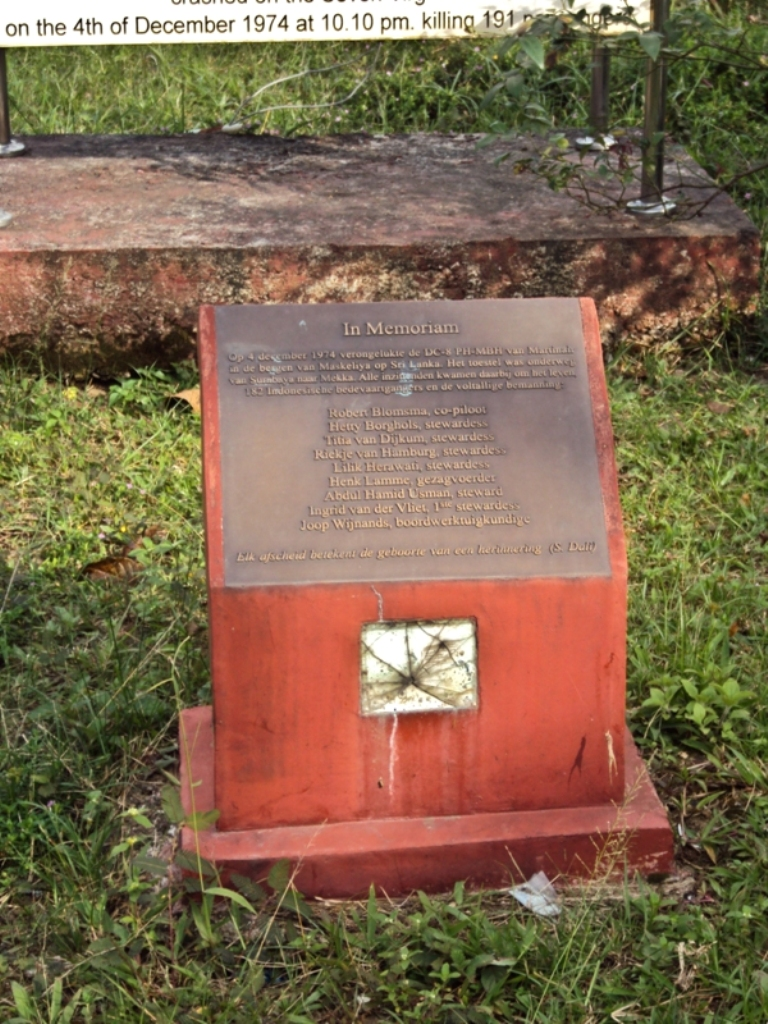
Il memoriale del volo Martinair 138